# Répás (Horvátország)
Répás (horvátul: Repaš) falu Horvátországban Kapronca-Kőrös megyében. Közigazgatásilag Molnához tartozik.

## Fekvése
Kaproncától 20 km-re délkeletre, községközpontjától 5 km-re keletre a Dráva bal partján fekszik.

## Története
A település a 19. század második felében népesült be. 1890-ben 696, 1910-ben 1141 lakosa volt. Trianonig Belovár-Kőrös vármegye Szentgyörgyi járásához tartozott. A templom építésének ötletét Stjepan Kovačić molvei plébános vetette fel. A templomépítő egyházközségi bizottság 1927-ben alakult meg Kazimir Marinčić tanító vezetésével. A terveket 1930-ban dr. Hinko Campa építészmérnök készítette el. Az alapkövet 1934. augusztus 12-én áldotta meg dr. Juraj Magjerac a római Szent Jeromos horvát pápai kollégium rektora. A munkálatok viszont csak 1936. augusztus 1-jén kezdődtek el. Az újtemplom harangtornyára már a következő évben 1937-ben felkerült a kereszt, 1940-ben pedig Valdemar Slavik már a belsejét is kifestette. A település közigazgatásilag eredetileg a szomszédos Góla község része volt. A faluban tartott népszavazás eredménye alapján a szábor 1997-ben csatolta Molvéhoz. 2001-ben 539 lakosa volt.

## Nevezetességei
- Jézus Legszentebb Szíve tiszteletére szentelt római katolikus temploma 1936 és 1937 között épült.
- Közúti híd a Dráva folyón.

## Külső hivatkozások
- Molve község hivatalos oldala